# Турска аерокосмическа индустрия
„Турска аерокосмическа индустрия“ (TAИ) (на турски: Türk Havacılık ve Uzay Sanayi A.Ş., TUSAŞ) е центърът на технологиите за проектиране, разработване, производство, интеграция на аерокосмически системи, модернизация и следпродажбено обслужване в Турция. 
Разположен в Анкара, производственият завод на ТАИ е с площ от 5 милиона квадратни метра с покрито промишлено съоръжение от 150 000 квадратни метра. Компанията разполага с модерно въздухоплавателно съоръжение, обзаведено с високотехнологични машини и оборудване, които предоставят широки производствени възможности, вариращи от производството на части до сглобяването на самолети, летателни тестове и доставка.
Към 2010 г. в Турската аерокосмическа индустрия работят над 1500 инженери, от които приблизително 850 са инженери за изследвания и разработки, работещи във военни изследователски проекти.

## Проекти
Опитът на ТАИ включва лицензираното производство на реактивни самолети General Dynamics F-16 Fighting Falcon, самолети за лек транспорт / морски патрул / наблюдение CASA / IPTN CN-235, обучители SIAI-Marchetti SF.260, търсене и спасяване Cougar AS-532 (SAR), бойно търсене и спасяване (CSAR) и полезни хеликоптери, както и проектирането и разработването на безпилотни летателни апарати (БЛА), целеви дронове и селскостопански самолети.
Основният бизнес на ТАИ включва също така програми за модернизация, модификация и системна интеграция и следпродажбена поддръжка на военни и търговски самолети с неподвижно и въртящо се крило, които са в списъка на Турция и нейните съюзници.
Основният тренировъчен самолет Хуркус на Турската Аерокосмическа Индустрия (ТАИ) е получил сертификат за летателна годност, обяви компанията на международното въздушно изложение Фарнбъро, Великобритания през 2016 г.

## Продукти

### Самолети
- ТАИ Хюркюш, двуместен, едномоторен, турбовитлов самолет за обучение и наземна атака[3]
- ТАИ Хюрджет, предложен усъвършенстван реактивен тренировъчен и лек щурмов самолет
- ТАИ TFX, предложен стелт двумоторен боец за въздушно превъзходство за всякакви атмосферни условия

### Вертолети
- ТАИ / AgustaWestland T-129 ATAK
- ТАИ T-70, турски варианти на Sikorsky S-70i
- TAI T-625

### Безпилотни летателни апарати (БЛА)
- ТАИ Аксунгур
- ТАИ Анка-А (TIHA-A) (2013),
- ТАИ Анка-B (TIHA-B) (2013),
- ТАИ Байкуш (2004), безпилотен самолет за тактическо наблюдение
- ТАИ Гьозджю (2007), тактически безпилотен самолет с малък обсег на действие
- ТАИ Кеклик (2001), целеви безпилотен самолет за проследяване и не-стрелба
- ТАИ Марти (2003), дрон за наблюдение
- ТАИ Пеликан (IHA-X2), тактически дрон
- ТАИ Шимшек, високоскоростен целеви дрон
- ТАИ Турна (2001), целеви дрон за проследяване и стрелба на живо
- ТАИ UAV-X1 (1982), дрон за наблюдение

### Спътници
- Гьоктюрк-1, спътник за наблюдение на Земята
- Гьоктюрк-2, (стартирал 2012 г.), спътник за наблюдение на Земята
- Сателит Гьоктюрк-3.
- Тюрксат 6А, комуникационен спътник

TAИ оперира турски сателитен център за сглобяване, интеграция и тестов център.